# Isla Lobos (Veracruz)
Die Isla Lobos ist eine kleine mexikanische zur Gemeinde Tamiahua im Bundesstaat Veracruz gehörende Insel im Golf von Mexiko.
Die Insel befindet sich 53 km nördlich von Tuxpan, 29 km nordöstlich Tamiahua und 6,4 km südöstlich der Lagune von Cabo Rojo.
Die etwa 400 m lange und bis 200 m breite Insel ist außer zwei Leuchtturm-Wärtern und einem Parkwächter unbewohnt. Sie wird von Seglern und Anglern besucht. Zelten ist an ausgewiesenen Stellen erlaubt.
Sie ist nicht zu verwechseln mit der ebenfalls mexikanischen Isla Lobos (Sonora) im Golf von Kalifornien.